# Politikåret 1965

## Händelser

### Februari
- 17 februari
  - Myndighetsåldern för svensk statschef höjs från 21 till 25 år.
  - Den svenska rösträttsåldern sänks från 21 till 20 år.

### Mars
- 8 mars - De första trupperna från USA anländer i Vietnam.
- Mars
  - Gunnar Heckscher avgår som ledare för svenska Högerpartiet, eftersom han har misslyckats med att samla den svenska borgerligheten.
  - En utredning föreslår presstöd för att bevara opinionsbildningen på den svenska tidningsmarknaden. Högerpartiet och Folkpartiet är emot, Socialdemokraterna och Centerpartiet för.

### Maj
- 19 maj - Sveriges riksdag beslutar om förhandlingsrätt för stats- och kommunaltjänstemän. Statens avtalsverk inrättas.

### Juni
- 1 juni - Yngve Holmberg efterträder Gunnar Heckscher som partiledare för Högerpartiet i Sverige.
- Juni - I Göteborg offentliggörs ett upprop för borgerlig samling och ett gemensamt borgerligt kommunalt program.

### Augusti
- 4 augusti - Cooköarna blir en till Nya Zeeland fri associerad stat, med egen konstitution.[1]
- 9 augusti - Singapore lämnar Malaysia.[2]

### Oktober
- 12 oktober - Per Borten efterträder Einar Gerhardsen som Norges statsminister.[3]

### November
- 11 november - Rhodesia utropar sin självständighet.[4]
- 22 november - Sverige avbryter handelsförbindelserna med Rhodesia.
- 25 november - Olof Palme tillträder som Sveriges Sveriges kommunikationsminister.

### December
- December - Den svenska regeringens proposition om press- och partistöd antas av riksdagen.

## Val och folkomröstningar
- 13 september – Stortingsval i Norge.
- 19 september – Förbundsdagsval i Västtyskland.

## Organisationshändelser
- Okänt datum – Kristent Konservativt Parti bildas i Norge.
- Okänt datum – Liberala folkpartiet bildas i Finland.

## Födda
- 9 mars – Antonio Saca, El Salvadors president 2004–2009.
- 4 augusti – Fredrik Reinfeldt, Sveriges statsminister 2006–2014.
- 11 september – Bashar al-Assad, Syriens president sedan 2000.
- 14 september – Dmitrij Medvedev, Rysslands president 2008–2012.

## Avlidna
- 24 januari – Winston Churchill, Storbritanniens premiärminister 1940–1945 och 1951–1955.
- 28 februari – Adolf Schärf, Österrikisk förbundspresident 1957–1965.
- 5 mars – Salvador Castaneda Castro, El Salvadors president 1945–1948.

### Fotnoter
1. ↑  ”Cook Islands” (på engelska). World Statesmen. http://www.worldstatesmen.org/Cook_Islands.html. Läst 7 november 2012.
2. ↑  ”Singapore” (på engelska). World Statesmen. http://www.worldstatesmen.org/Singapore.html. Läst 24 januari 2013.
3. ↑  ”Norway” (på engelska). World Statesmen. http://www.worldstatesmen.org/Norway.htm. Läst 2 augusti 2015.
4. ↑  ”Zimbabwe” (på engelska). World Statesmen. http://www.worldstatesmen.org/Zimbabwe.html. Läst 24 januari 2013.